# La caduta della casa degli Usher
La caduta della Casa degli Usher (The Fall of the House of Usher) è un racconto del terrore scritto da Edgar Allan Poe. È conosciuto anche coi titoli La rovina della Casa degli Usher e Il crollo della Casa Usher.
Il racconto venne pubblicato per la prima volta nel 1839 sul periodico The Graham's Lady and Gentleman's Magazine, in seguito nella raccolta Racconti del grottesco e dell'arabesco.

## Trama
Il soggetto narratore anonimo riceve una lettera dal suo amico di infanzia Roderick Usher, in cui questi lo supplica di essere raggiunto nella sua antica dimora di famiglia, la Casa Usher. Egli viaggia, così, per un intero giorno a cavallo e, appena scorge l'antico edificio, viene invaso da un intenso sentimento di tenebre. Non c'è niente lì che non sia terrificante: la casa, gli alberi spogli, una profonda pozza d'acqua nera che riflette casa e paesaggio, entrambi tenebrosi. L'uomo si persuade che quel luogo sia calato entro un'atmosfera specifica che non abbia affinità con l'aria del cielo, ma che faccia esalare da tutte le cose lì presenti un vapore arcano e greve. Nonostante ogni singola pietra costituente l'edificio sia molto consumata dal tempo, la muratura nell'insieme sembra perfettamente integra, conservata e ben salda. L'occhio di un minuzioso osservatore, però, potrebbe scoprire una fessura pressoché invisibile che, partendo dal tetto dell'edificio, percorre la facciata a zig zag, fino a perdersi nelle acque cupe della tetra pozza. Quando il Soggetto arriva, un domestico gli prende in custodia il cavallo ed un altro lo accompagna nella sala dove il padrone di casa giace steso su un divano.
Appena lo vede entrare, Roderick si alza dal divano e lo accoglie con generoso calore. Il Soggetto trova il suo amico orribilmente cambiato ed in pessimo stato di salute: smunto, la pelle spettrale, gli occhi lucidi, inoltre i capelli trascurati e lunghi come una ragnatela fluttuano sulla sua testa. Man mano nel corso del racconto di quella prima sera il Soggetto narrante paragonerà lo stato mentale dell'uomo a quello di un consumatore di oppiacei.
Usher spera che la presenza dell'amico possa essergli di sollievo per la sua malattia. Roderick spiega infatti che, ultimamente, soffre di un'ipersensibilità morbosa che acuisce i suoi sensi e che a causa di questa malattia egli tocca solo il cibo più insipido, è intollerante agli odori dei fiori, che inoltre la luce è una tortura per i suoi occhi, e solo pochi suoni come, per esempio, quelli di strumenti a corda non lo colmano di orrore. Roderick aggiunge che forse il morbo che l'affligge è dovuto alle precarie condizioni di salute della sua amata sorella, Lady Madeline, che soffre di frequenti, anche se lievi e parziali, attacchi catalettici. Mentre Usher parla della sorella Lady Madeline, questa percorre lentamente una remota parte della sala e scompare senza nemmeno notare la presenza dell'amico di Roderick. Proprio alla prima sera d'arrivo del Soggetto, sembra che Lady Madeline si arrenda al potere maligno del distruttore, come riferisce Roderick all'amico, aggiungendo che pensa di non vederla più viva. Nei giorni successivi di soggiorno il Soggetto cerca di distrarre l'angosciato amico dalle sue afflizioni dipingendo, leggendo e ascoltando le sue funamboliche  improvvisazioni alla chitarra.
Una sera Usher annuncia, bruscamente, all'amico che sua sorella Lady Madeline è morta e gli chiede se insieme possano portare il corpo nelle segrete della casa per qualche tempo prima della sua definitiva sepoltura, dati il carattere inconsueto del morbo della sorella, le indiscrete e insistenti indagini mediche, e la collocazione non protetta del cimitero di famiglia. L'amico acconsente ad aiutarlo. Portano così la bara contenente Lady Madeline nelle segrete della casa Usher. È durante questo frangente che il Soggetto vedendola bene in volto nota la medesima faccia di Roderick, che gli riferisce che sono gemelli e che simpatie difficilmente comprensibili erano intercorse fra di loro. Successivamente calano il coperchio sulla bara e poi chiudono la porta massiccia di ferro della segreta, ritornando nelle stanze superiori della casa. La buia, piccola e umida segreta in cui la collocano si trova esattamente al di sotto della camera dell'ospite. Nei giorni successivi, la malattia di Usher subisce un peggioramento evidente, Roderick trascura o dimentica le quotidiane occupazioni, vaga di stanza in stanza con passo frettoloso e senza meta, contempla il vuoto per ore con profonda attenzione come se udisse suoni inesistenti. In taluni momenti il Soggetto pensa che la mente di Roderick sia afflitta da un opprimente segreto che non ha il coraggio di comunicare a nessuno. Il Soggetto, peraltro, atterrito, ha paura che la condizione dell'amico lo stia contagiando e si sente penetrare lentamente dalle fantastiche influenze delle sue superstizioni assurde ma affascinanti.
La settima o ottava notte dopo, il Soggetto, mentre è a letto, non riesce a prendere sonno e così decide di vestirsi in fretta e inizia a passeggiare su e giù nella stanza, finché bussa alla sua porta Roderick che, aprendo la finestra della stanza, gli fa notare che fuori c'è un uragano. Il Soggetto invita Usher a sedersi, perché guardare fuori non gli giova alla salute già precaria e, per distrarlo, decide di leggergli il primo libro a portata di mano: "Mad Trist" di Sir Launcelot Canning. Durante la lettura, all'interno della casa si odono dei rumori sincronizzati e uguali a quelli narrati nella storia che egli sta leggendo e tali da ingigantire la sensazione di terrore e sconforto di Roderick. Il Soggetto cerca di tranquillizzare l'amico benché pure lui abbia la sensazione che i rumori che sentono possano venire dalla casa. D'un tratto rimane interdetto. Usher seduto sulla sedia guarda verso la porta chiusa della stanza dell'ospite. Roderick sembra sussurrare qualcosa con le labbra, allora l'amico gli poggia una mano sulla spalla per calmarlo. Usher gli dice che hanno messo la sorella nella bara ancora viva e che, dati i suoi sensi acuti, l'aveva sentita muoversi dentro la bara nei giorni successivi alla chiusura. Roderick aveva fatto finta di niente ma ora pensa che la sorella possa essere furiosa con lui perché è stata chiusa nella bara con leggerezza, senza attenderne l'eventuale risveglio. Improvvisamente la porta della stanza si apre e appare Lady Madeline chiusa nel sudario (che in alcuni punti è sporco di sangue perché Madeline ha faticato ad aprire il coperchio della bara ed è rimasta ferita), la quale si getta sul fratello trascinandolo a terra morto dal terrore.
Il Soggetto, sconvolto dall'apparizione di Lady Madeline, fugge fuori dalla casa. Una strana luce proveniente dalla rossa luna piena splende attraverso la fessura a zig zag dell'edificio catturando la sua attenzione: mentre fugge, egli guarda la fessura che si allarga sempre più mentre il tornado riduce la casa Usher a un cumulo di macerie che si inabissa nella tetra pozza d'acqua che, dopo averlo inghiottito, si chiude.

## Stile narrativo
Questo racconto, come quasi tutti quelli scritti da Edgar Allan Poe, è narrato in prima persona e non vengono specificati tratti caratteristici del protagonista, se non quelli necessari allo svolgimento della trama: non se ne conoscono il nome, l'età o la storia personale. Nel racconto sono molto evidenziati i temi e le descrizioni cupi, classici dello stile di Poe, in particolare nella descrizione iniziale della dimora.

## Influenza culturale
- Freud ha analizzato i risvolti psicologici del racconto nel suo saggio Il perturbante (Das Unheimliche), Opere di Sigmund Freud, IX.
- Nel romanzo di Ray Bradbury Cronache marziane si ritrova il racconto Usher II, ispirato a La caduta della casa degli Usher.
- L'artista Mario Merz ha realizzato un omonimo dipinto in più parti ispirato dall'atmosfera del racconto.
- L'articolo La rovina della casa degli Herschel, di Remondino Chavez, pubblicato nel 2013 su Coelum Astronomia n.166, illustra la storia dell'abitazione dei noti astronomi inglesi Caroline e William Herschel.[1]
- Il personaggio di Roderick Usher è stato ripreso da Alexander Powell nel romanzo Quasi una fantasia.

### Musica
- Claude Debussy, La chute de la maison Usher, drame lyrique d'aprés Edgar Allan Poe (1908-1917).
- The Fall of the House of Usher (1988), opera di Philip Glass
- Peter Hammill, The Fall of the House of Usher (1999).
- Nikita Koshkin, Usher Waltz (1984)
- The Alan Parsons Project, The Fall of the House of Usher (1976)
- Massimo Volume, Musica per la caduta della casa Usher
- Federico Favali, Il crollo di casa Usher (2014) opera lirica commissionata dal Teatro del Giglio di Lucca
- Carlotta Ferrari, The Fall of the House of Usher (2017)[2] rapsodia per organo basata sul sistema RPS[3]
- House Of Usher, gruppo Gothic Rock tedesco

### Film
- La caduta della casa Usher (La chute de la maison Usher, 1928)
- The Fall of the House of Usher (1928)
- The Fall of the House of Usher (1949)
- I vivi e i morti (House of Usher, 1960)
- The Fall of the House of Usher (1966) Film TV
- La casa degli Usher (Zánik domu Usheru) - film di animazione del 1980 diretto da Jan Švankmajer.
- Histoires extraordinaires: La chute de la maison Usher (1981) Film TV
- The Fall of the House of Usher (1982) Film TV
- El hundimiento de la casa Usher (Revenge in the House of Usher, 1982)
- Il mistero di casa Usher (The House of Usher, 1988)
- La casa degli Usher (The House of Usher) (2006)
- House of Usher (2008)
- House of Usher 3D (TBA)[4][5]

### Televisione
- La caduta della casa degli Usher – miniserie TV, 8 episodi (2023)

### Videogiochi
- House of Usher per Atari 8-bit (1980)
- House of Usher per Amstrad CPC, Atari 8-bit, Commodore 64 (1984)